# Isla Burias
Isla Burias es una de las tres principales islas de la provincia de Masbate, al sur de Luzón, en Filipinas. Las otras dos islas principales son Ticao y la isla de Masbate. La isla tiene dos municipios, Clavería y San Pascual. Posee 	417,4 kilómetros cuadrados y una elevación máxima de 435 metros.